# Контртерористичний комітет ООН
Контртерористичний комітет Ради Безпеки ООН — центр координації міждержавного співробітництва у боротьбі з тероризмом. Основні напрямки діяльності Комітету — забезпечення інформаційного обміну між державами, отримання від них доповідей про діяльність компетентних національних органів, надання державам засобів для боротьби проти тероризму, координація діяльності регіональних міжнародних організацій у цій сфері.
Після терористичного акту 11 вересня 2001 року у США Рада Безпеки ООН 28 вересня 2001 року прийняла Резолюцією № 1373, у якій беззастережно засудила всі форми прояву тероризму, а також зобов'язала держави-члени ООН розробити низку заходів, спрямованих на запобігання терористичній діяльності. На основі цієї резолюції був створений спеціальний Контртерористичний Комітет РБ ООН Комітет.
У прийнятій РБ ООН 14 вересня 2005 року Резолюції № 1624 було зобов'язано Контртерористичний Комітет активізувати діалог з державами світу щодо розповсюдження передової юридичної практики у боротьбі з тероризмом і сприяння інформаційному обміну в цій сфері.

## Основні напрями роботи Комітету
Виділяють так напрямки:
- технічна допомога — сприяння країнам у приєднанні до наявних програм технічної, фінансової і нормативно-правової допомоги;
- організація доповідей країн — для отримання даних про положення в сфері протидії тероризму в кожній країні і використання їх для порозуміння між Комітетом і державами-членами;
- допомога країнам у розробці кодексів і стандартів з урахуванням національних умов і потреб;
- організація проведення спеціальних нарад для розвитку тісніших зв'язків з міжнародними, регіональними і субрегіональними організаціями у справі протидії тероризму, виключення дублювання в роботі і марного витрачання засобів.
- відвідання представниками Комітету держав на їх проханню для моніторингу досягнутого прогресу в антитерористичній діяльності.[2]

## Виконавчий директорат Контртерористичного комітету
Радою Безпеки 26 березня 2004 року прийняла Резолюція № 1535, за якою в Контртерористичного Комітеті був створений Виконавчий Директорат на чолі з Директором-виконавцем. Основним його завданням стало спостереження за виконанням резолюції № 1373.
Виконавчий Директорат здійснює експертні обстеження кожної держави-члена та сприяє наданню їм технічної допомоги в боротьбі з тероризмом.